# Río Finkol
Río Finkol (en inglés: Finkol River) es un río en la isla micronesia de Kosrae (Estados Federados de Micronesia). Fluye hacia el sur desde las laderas del monte finkol, alcanzando al cierre el Océano Pacífico a la altura de Utwa Ma.